# Collinsella ihumii
Collinsella ihumii es una bacteria grampositiva del género Collinsella. Fue descrita en el año 2022. Su etimología hace referencia al acrónimo del Instituto Hospital-Universitario Méditerranée Infection (IHU-MI). Es anaerobia estricta e inmóvil. Tiene un tamaño de 0,5 μm de ancho. Catalasa y oxidasa negativas. Forma colonias rugosas y no hemolíticas en agar sangre. Temperatura de crecimiento óptima de 37 °C. Tiene un genoma de 2,83 Mpb y un contenido de G+C de 64,1%. Se ha aislado de heces humanas en Francia. 